# نسيج أرضي

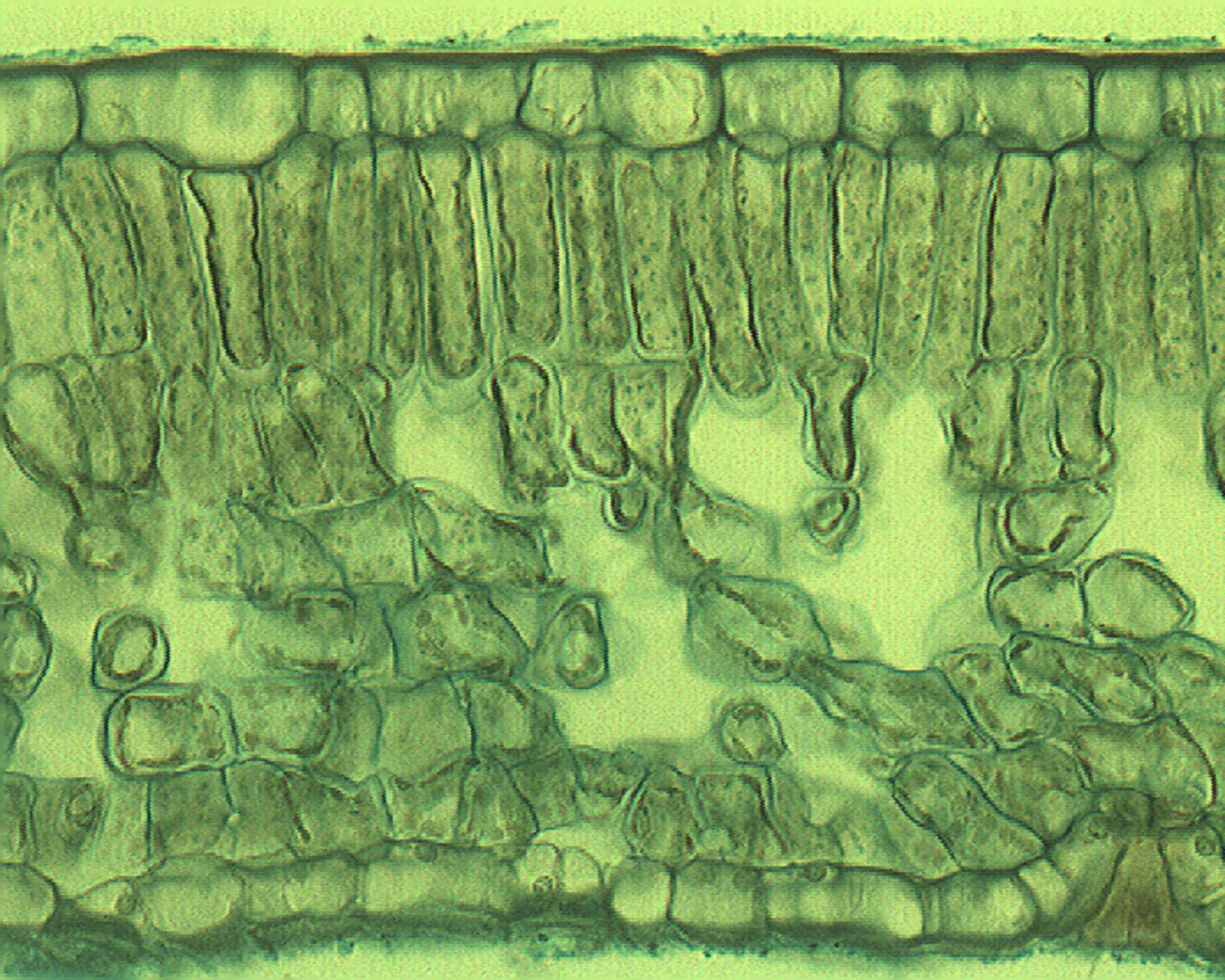

النسيج الأرضي أو نسيج دعامي (بالإنجليزية: Ground tissue)‏ هو النسيج الذي يوجد في النباتات ويتطور من النسج الجنينية أو ما يدعى بارض.

## أقسام النسج الأرضية
يمكن تقسيم النسج الأرضية إلى ثلاثة أقسام :
- نسيج متن نباتي أو (بالإنجليزية: Parenchyma)‏ (و هو نسيج يشكل غالبية النبات ودعامته ويتميز بحفاظه على الجبلة المجردة (بالإنجليزية: Protoplast)‏)
- نسيج غروي أو كولانشيم وهو يحتفظ أيضا بالجبلة المجردة.
- سكليرونشيم وهو نسيج بفقد جبلته المجردة في عملية البلوغ.